# Lucky Air
Lucky Air (in cinese:祥鹏航空公司; pinyin: Xiángpéng Hángkōng Gōngsī) è una compagnia aerea a basso costo con sede a Kunming, Yunnan, Cina.
Iniziò ad operare con voli che collegavano Kunming con Dali e Xishuangbanna, per poi espandersi ad altre destinazioni nazionali e internazionali. La sua base principale è l'aeroporto Internazionale di Kunming-Changshui. La compagnia aerea è uno dei quattro membri fondatori della U-FLY Alliance.

## Storia
Lucky Air è stata fondata nel luglio 2004 come Shilin Airlines. Hainan Airlines aveva investito 2,93 milioni di yuan nella compagnia, mentre la sua affiliata Shanxi Airlines ne aveva investiti 47,07 milioni. Le compagnie aeree hanno fornito alla nuova compagnia tre Dornier, un Boeing e un Dash-8. Anche la Yunnan Shilin Tourism Aviation Co. aveva investito un ulteriore milione di yuan.
Il 23 dicembre 2005, Shilin Airlines è stata ribattezzata Lucky Air. Ha iniziato le operazioni con un volo tra Kunming e Dali all'interno dello Yunnan il 26 febbraio 2006. 
La compagnia aerea è di proprietà di Hainan Airlines, Shanxi Airlines e Yunnan Shilin Tourism Aviation. Nel 2007 contava 263 dipendenti.
Lucky Air è uno dei quattro membri fondatori della U-FLY Alliance, la prima alleanza al mondo di vettori low cost. È stata fondata nel gennaio 2016 da HK Express, Lucky Air, Urumqi Air e West Air. Lucky intendeva schierare 787-9 in Europa e Nord America entro la fine del 2016, cosa poi non avvenuta.

## Flotta

### Flotta attuale

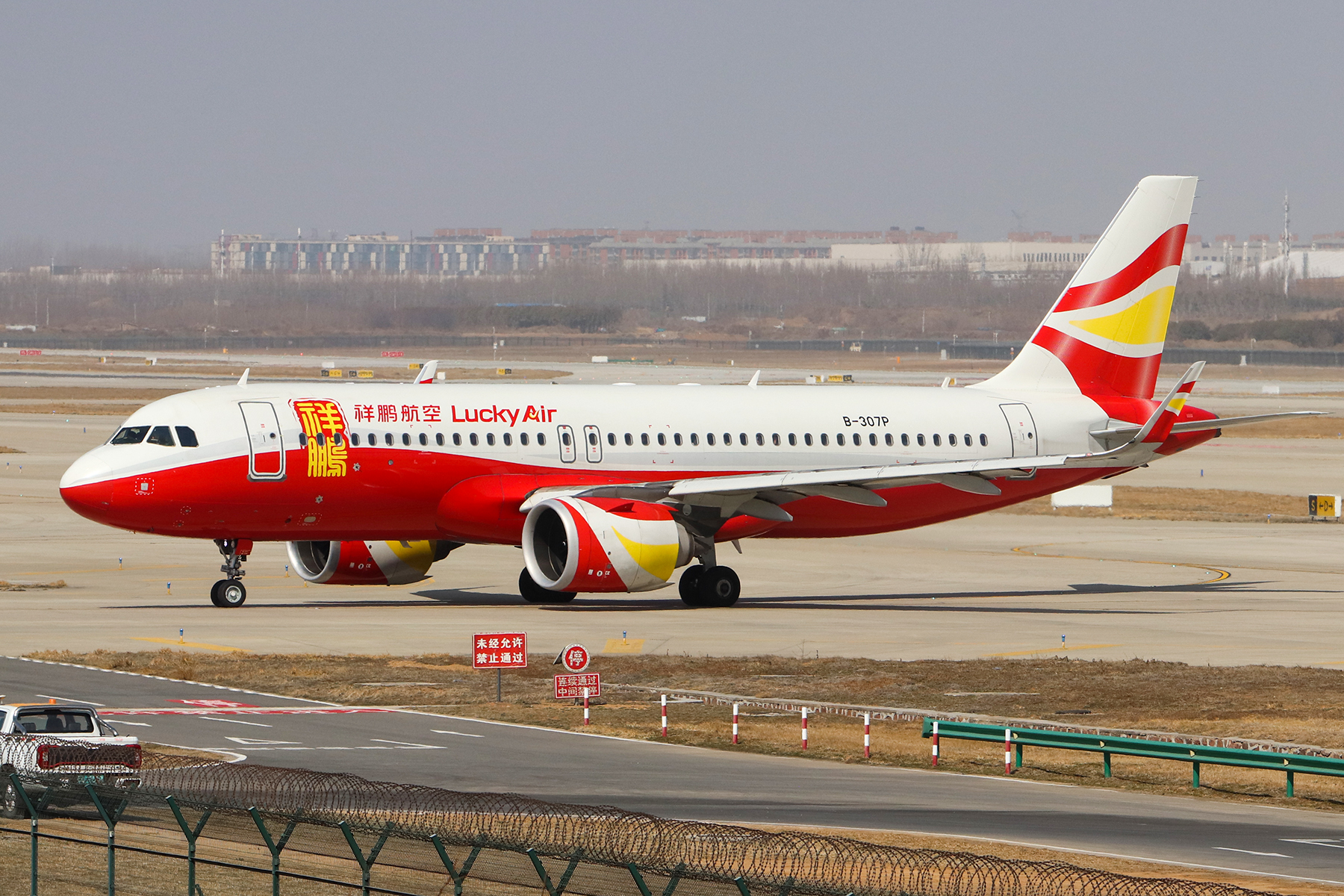
Un Airbus A320neo.

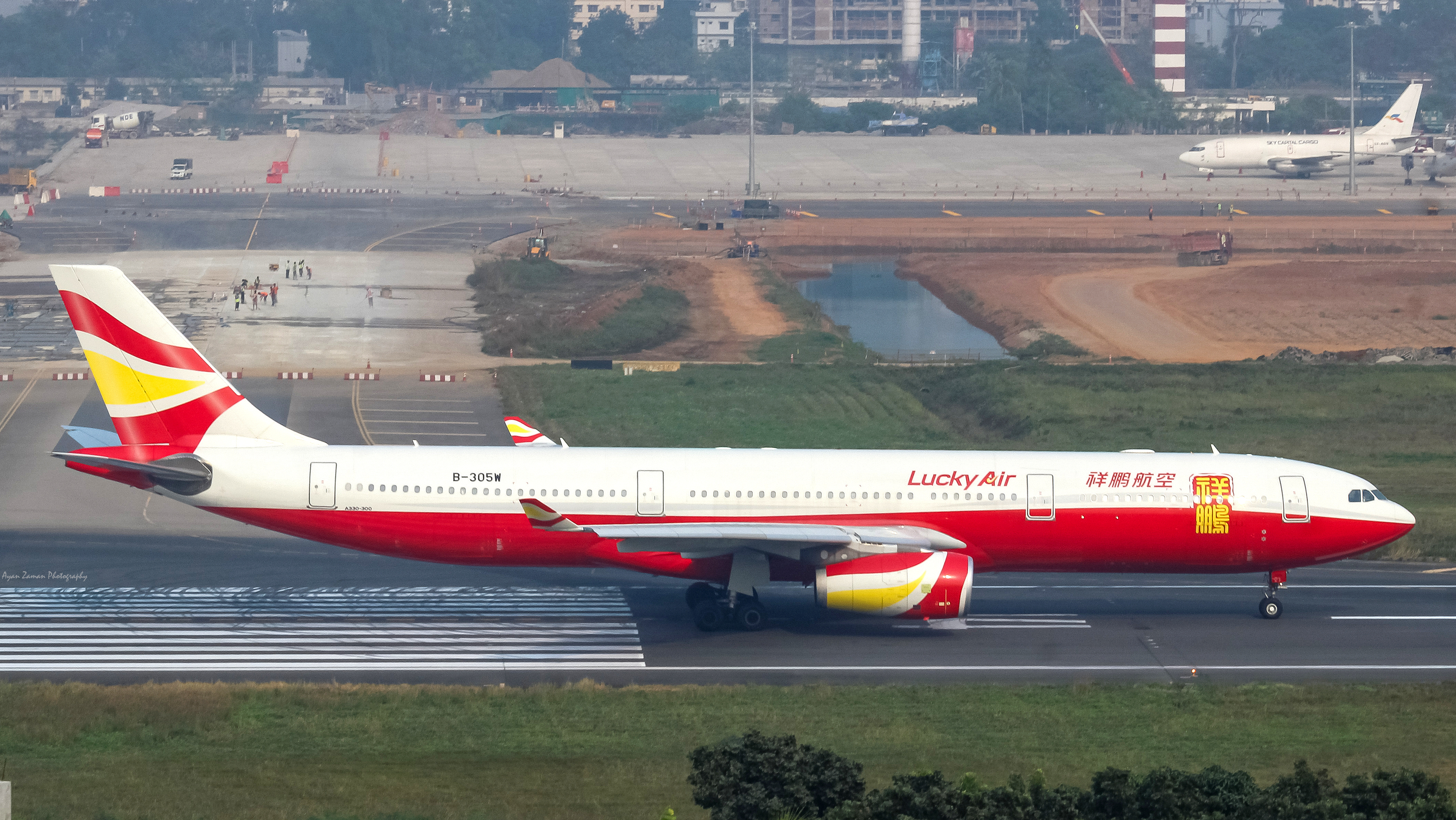
Un Airbus A330-300.

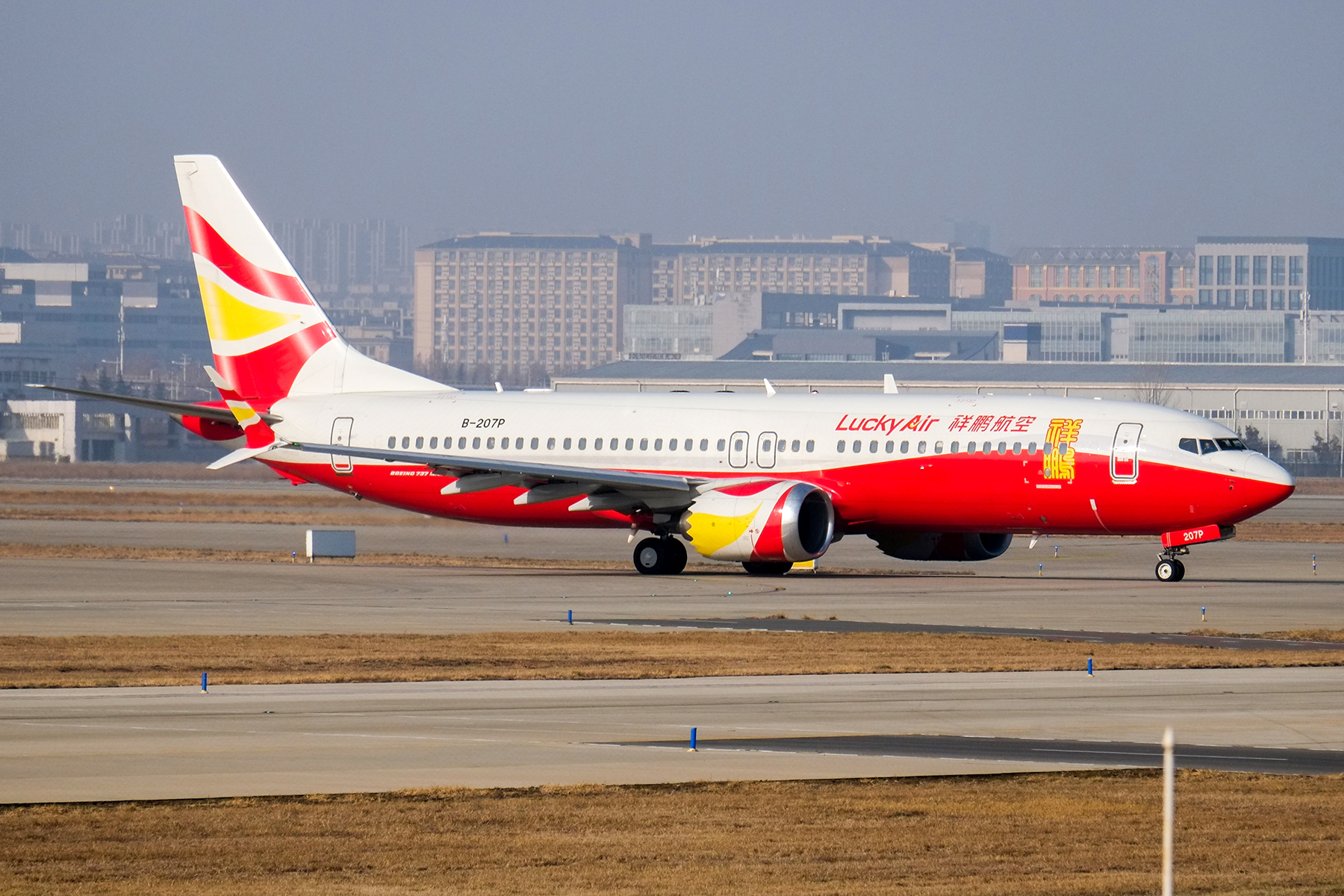
Un Boeing 737 MAX 8.

A marzo 2024 la flotta di Lucky Air è così composta:

### Flotta storica
Nel corso degli anni, Lucky Air ha operato con i seguenti aeromobili: